# Acta Mathematica
Acta mathematica er et matematisk tidsskrift som blev grundlagt af Gösta Mittag-Leffler i 1882 i Stockholm. Tidsskriftet udgives af Kungliga Vetenskapsakademien.